# Атанкур (Горња Марна)
Атанкур (фр. Attancourt) насеље је и општина у североисточној Француској у региону Шампањ-Арден, у департману Горња Марна која припада префектури Сен Дизје.
По подацима из 2011. године у општини је живело 240 становника, а густина насељености је износила 23,95 становника/km². Општина се простире на површини од 10,02 km². Налази се на средњој надморској висини од 159 метара.

## Демографија
| 1962. | 1968. | 1975. | 1982. | 1990. | 1999. | 2011. |
| ----- | ----- | ----- | ----- | ----- | ----- | ----- |
| 206   | 208   | 195   | 307   | 278   | 241   | 240   |

График промене броја становника у току последњих година